# Burmagomphus sivalikensis
Burmagomphus sivalikensis là một loài chuồn chuồn ngô thuộc họ Gomphidae. Nó là loài đặc hữu của Ấn Độ.